# Administración Fotocinematográfica Panucraniana
La Administración Fotocinematográfica Panucraniana (en ucraniano: Всеукраїнське фотокіноуправління, romanizado: Vseukrainske Fotokinoupravlinnia, o ВУФКУ, VUFKU) fue un monopolio estatal que unificó toda la industria cinematográfica de Ucrania entre 1922 y 1930. VUFKU se integró de forma vertical, controlando la producción, distribución y exhibición de películas.

## Historia
La VUFKU fue creada el 13 de marzo de 1922 bajo el Comisariado Nacional de Educación de la RSS de Ucrania. Una directiva emitida por el comisario y el NKVD el 22 de abril de 1922 transfirió todas las salas de cine y todas las instituciones y compañías de las industrias fotográfica y cinematográfica de Ucrania bajo la jurisdicción de la VUKFU.
La VUKFU obtuvo la propiedad de un gran estudio de Odesa y dos estudios más reducidos (denominados ateliers) en Kiev y Járkov. También alquiló un estudio del Comisario de Educación de Crimea en Yalta. En 1929, se inauguró en Kiev el mayor estudio de cine de la VUKFU, el Estudio Dovzhenko. En 1923 se produjeron cuatro películas, número que se incrementó a 16 en 1924, 20 en 1927, 36 en 1928 y 31 en 1929. A lo largo de esos años, el equipo técnico y de fabricación del estudio aumentó de 47 empleados en 1923 a mil en 1929. También experimentó un gran crecimiento el número de salas de cine, pasando de 265 en 1914 a 5394 en 1928.
El 9 de noviembre de 1930, la VUKFU cerró como industria estatal ucraniana por decisión del Presídium del VSNJ. El 13 de diciembre del mismo año, se creó el fideicomiso estatal «Ukrainafilm» sobre la base de la VUKFU.

## Actividad

### Largometrajes
En el periodo comprendido entre 1921 y 1929, floreció el verdadero cine nacional ucraniano, dirigido por Les Kurbas, Vladímir Gardin, Piotr Chardýnin, Gueorgui Stabovói, Dziga Vértov, Aleksandr Dovzhenko, Iván Kavaleridze, Arnold Kordium y otros.
A partir de 1925, la VUFKU invitó a sus estudios a cinematógrafos alemanes. También trabajaron durante un tiempo en el Estudio de Cine de Odesa el director turco Muhsin Ertuğrul (Spartak, 1926) y Alekséi Granovski (La felicidad judía, 1925), fundador del Teatro Estatal Judío de Moscú.
Después de 1926, la mayoría de escritores, periodistas, dramaturgos y fotógrafos de Ucrania trabajaron allí.
En 1927 y 1928, varias producciones obtuvieron un reconocimiento internacional, como Dos días (Gueorgui Stabovói, 1927), grabado en el Estudio de Cine de Yalta, y Zvenigora (Oleksandr Dovzhenko, 1928), filmado en el Estudio de Cine de Odesa. A ellas se les pueden sumar algunas películas de 1929 como El hombre de la cámara (Dziga Vértov) y Arsenal (Oleksandr Dovzhenko).
Vladímir Mayakovski estuvo dos veces en Ucrania, primero en 1922 y después entre 1926 y 1928, para poder proyectar sus escenarios.

### Culturfilms
La mayor parte de la producción de los comienzos de la VUFKU (al menos 165 películas en los tres primeros años) consistía en películas de ciencia ficción, agrícolas, antirreligiosas o educativas.
En 1926, en la revista Kino, Hlib Zatvornytski destacó tres tipos principales de películas culturales: películas escolares, de ciencia ficción y noticieros.

### Cine de animación
En 1926, la VUKFU organizó un estudio de animación encabezado por Viacheslav Levandovski y Volodýmyr Deviatnin junto con los ilustradores Simja Huyetski (Semén Guyetski), Ipolit Lazarchuk y otros.

## Selección de películas
- 1926: La tragedia de Trypillia (en ruso: Трипольская трагедия), dirigida por Alexander Anoschenko-Anoda (película muda)
- 1926: Los frutos del amor (en ucraniano: Ягідка кохання), dirigida por Alexander Dovzhenko (película muda)
- 1926: Tarás Shevchenko (Тарас Шевченко), dirigida por Pyotr Chardynin (película muda)
- 1927: La valija diplomática (Сумка дипкур'єра), dirigida por Oleksandr Dovzhenko (película muda)
- 1928: Arsenal (Арсенал), dirigida por Oleksandr Dovzhenko (película muda)
- 1928: Zvenígora (Звенигора), dirigida por Oleksandr Dovzhenko (película muda)
- 1928: Oportunista (Шкурник), dirigida por Mykola Shpykovsky (película muda)
- 1929: El hombre de la cámara (Людина з кіноапаратом), dirigida por Dziga Vertov (documental)
- 1929: En primavera (Навесні), dirigida por Mijaíl Kaufman (documental)
- 1930: Tierra (Земля), dirigida por Oleksandr Dovzhenko (película muda)

## Directors

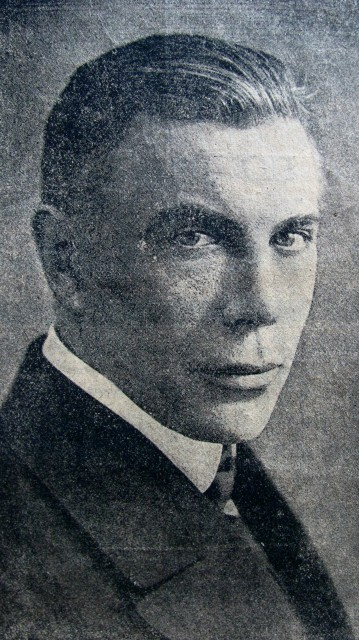
Piotr Chardynin
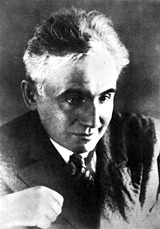
Les Kurbas
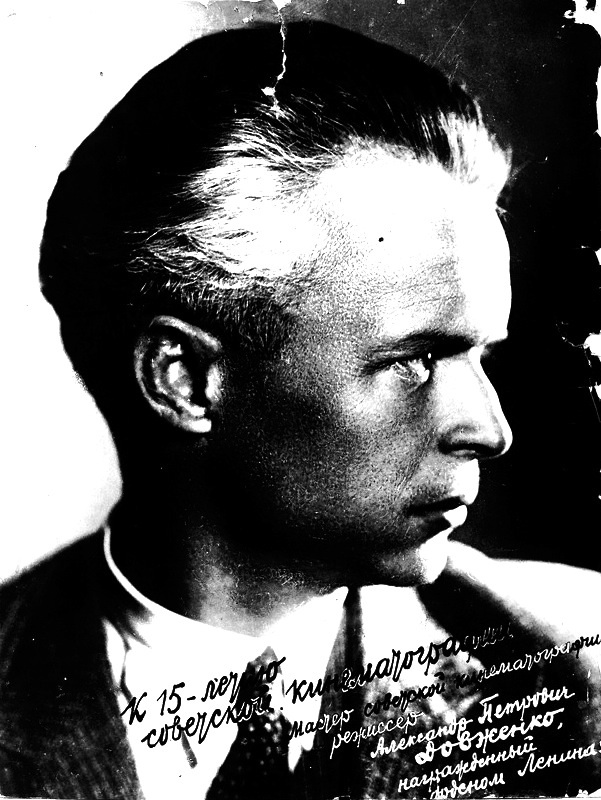
Oleksandr Dovzhenko

## Lectura adicional
- Histoire du cinéma ukrainien (1896–1995), Lubomir Hosejko, Éditions à Dié, Dié, 2001, ISBN 978-2-908730-67-8, traduit en ukrainien en 2005 : Istoria Oukraïnskovo Kinemotografa, Kino-Kolo, Kiev, 2005, ISBN 966-8864-00-X
- Historical Dictionary of Ukraine, Ivan Katchanovski, Zenon E. Kohut, Bohdan Y. Nebesio, Myroslav Yurkevich, Scarecrow Press, 2013, ISBN 978-0-8108-7845-7